# Mars Rising
Mars Rising est un jeu vidéo de type shoot 'em up développé par Ambrosia Software, sorti en 1998 sur Mac.

## Accueil
- Macworld : 4/5[1]